# اسطوره‌شناسی فنلاندی

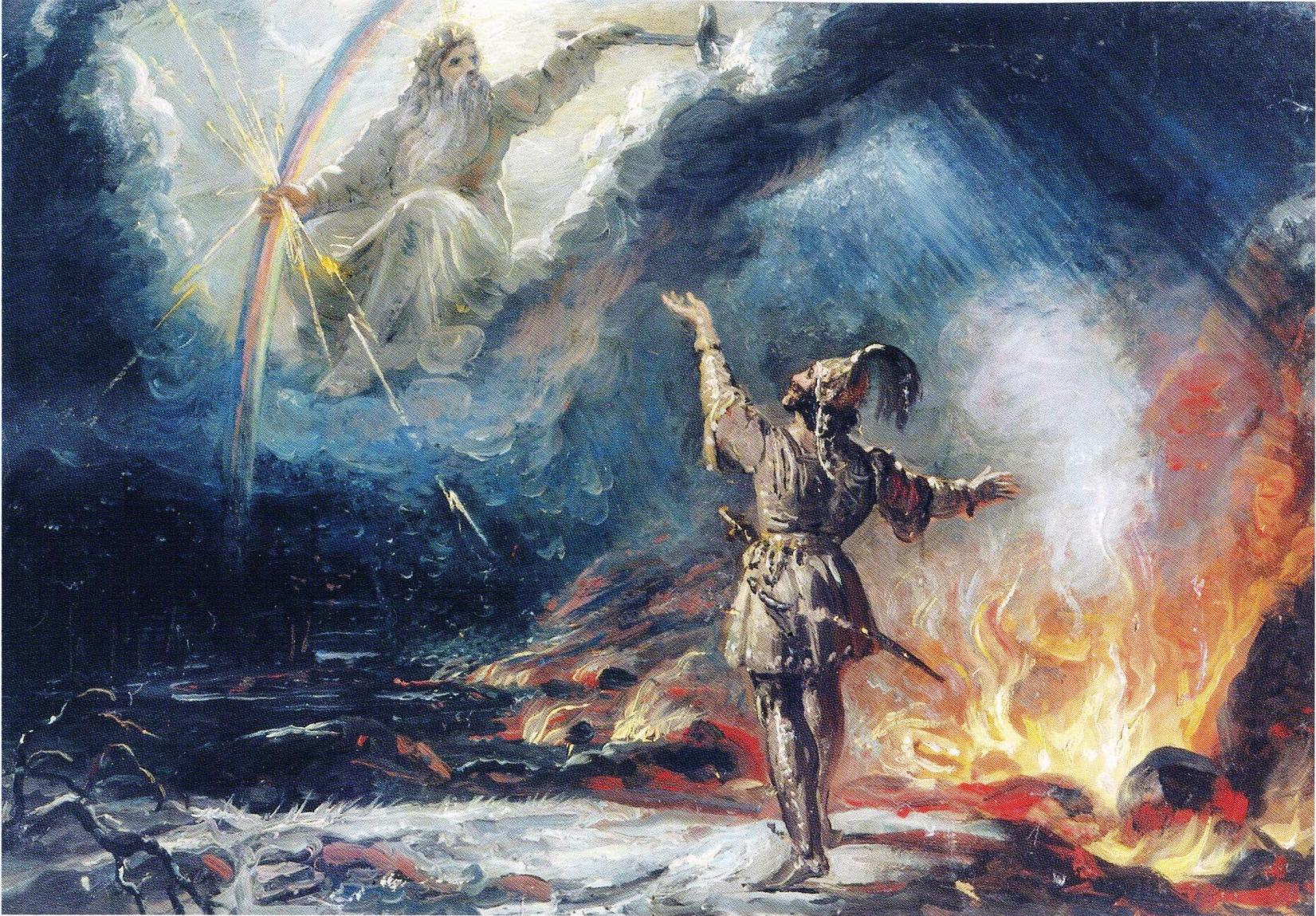
نقاشی توسط روبرت اکمان در سال ۱۸۶۷ به نام Lemminkäinen tulisella järvellä ("لمیکینن در دریاچه آتشین") که در آن اوکو، خدای تندر، با عبور از دریاچه در آتش در مسیر خود به سوی «عروسی در پوهیولا» است.

اسطوره‌شناسی فنلاندی توصیفی است که معمولاً به فولکلور بت‌پرستی فنلاندی، که احیای مدرن آن توسط درصد کمی از مردم فنلاند انجام می‌شود، به کار می‌رود. ویژگی‌های بسیاری دارد که با اسطوره‌شناسی استونی و سایر اساطیر فنلاندی مشترک است، اما شباهت‌هایی با اسطوره‌شناسی بالتیک، اسلاو و تا حدی نورس دارد.
اسطوره‌شناسی فنلاندی تا قرن نوزدهم در قالب سنت شفاهی شعر و فولکلور اساطیری زنده ماند.
از میان حیوانات مقدس‌ترین آنها خرس بود که نام اصلی او هرگز با صدای بلند به زبان نمی‌آید که مبادا هم‌نوعان او برای شکار نامطلوب باشند. خرس (به فنلاندی: karhu) به عنوان تجسم اجداد تلقی می‌شد.

## تاریخچه مطالعه
اولین اشاره تاریخی به دین عامیانه فنلاندی توسط اسقف و اصلاح‌گر لوتری میکائیل آگریکولا (۱۵۱۰-۱۵۵۵) در مقدمه ترجمه فنلاندی خود از مزامیر در سال ۱۵۵۱ بود. آگریکولا فهرستی از خدایان ادعایی هام (به سوئدی: Tavastia) و کارلیا (Karelia) ارائه داد. در این فهرست، دوازده خدا در هر منطقه با وظایف فرضی آنها به طور خلاصه در قالب شعر شرح داده شده است. (برخی از مفسران اظهار می‌کنند که تنها یازده خدا برای هام فهرست شده‌اند، بدون احتساب اشاره آگریکولا به «Piru»، شیطان). به دلیل این فهرست‌ها، آگریکولا پدر مطالعه تاریخ و اسطوره‌شناسی مذهبی فنلاند در نظر گرفته می‌شود. محققان و دانشجویان بعدی معمولاً فهرست‌های آگریکولا را به عنوان منبع تاریخی ذکر می‌کنند. تنها در اواخر قرن هجدهم بود که محققان شروع به بررسی مجدد انتقادی آثار آگریکولا کردند و دریافتند که بیشتر چهره‌های موجود در فهرست او خدایان نبودند، بلکه ارواح نگهبان محلی، چهره‌هایی از اساطیر عامیانه یا افسانه‌های توضیحی، قهرمانان فرهنگی، قدیسان مسیحی با نام‌های جایگزین و در یک مورد، یک جشنواره برداشت محصول بودند.
کتاب «اساطیر فنیکا» کریستفرید گاناندر که در سال ۱۷۸۹ منتشر شد، اولین تلاش واقعاً علمی در اساطیر فنلاندی بود. در قرن نوزدهم، تحقیقات در مورد فولکلور فنلاندی شدت گرفت. محققانی مانند الیاس لونروت، یوهان کایان، ماتیاس کاسترن و دانیل یوروپائوس در سراسر فنلاند سفر کرد و اشعار عامیانه‌ای را که توسط خوانندگان رونو (شعر) خوانده می‌شد، نوشت. بسیاری از آنها متخصصان آیین‌های سنتی بودند. ژانرهایی که آنها جمع‌آوری کردند شامل مطالبی مانند سونتو (Synty) (خاستگاه، تولد یا سبب‌شناسی) بود که روایت‌های اسطوره‌ای از ریشه‌های بسیاری از پدیده‌های طبیعی ارائه می‌دهد. لونروت از این مطالب، کالوالا (Kalevala) و همچنین کانتله‌تار (Kanteletar) را ویرایش کرد. گنجینه اشعار عامیانه جمع‌آوری‌شده در قرن نوزدهم اغلب به مضامین بت‌پرستی پیش از مسیحیت می‌پردازد و به محققان این امکان را داده است که اساطیر فنلاندی را با جزئیات بیشتری مطالعه کنند.